# 9203 Myrtus
A 9203 Myrtus (ideiglenes jelöléssel 1993 TM16) a Naprendszer kisbolygóövében található aszteroida. Eric Walter Elst fedezte fel 1993. október 9-én.